# Кипящее
Кипя́щее — озеро на острове Кунашир в юго-западной части кальдеры вулкана Головнина.
Озеро расположено на высоте 130 м над уровнем моря, имеет диаметр 230 метров, площадь 0,7 км² и глубину 23 метра. Находится на месте кратера взрыва.
Вода в озере подогревается вулканическими газами, отсюда название — Кипящее.
Происходят также залповые выбросы кипящей воды, из-под земли бьют струи сероводородного и сернистого газов вместе со струями горячей воды. На северном берегу озера находятся кипящие грязевые котлы с температурой +80—100 °C, хотя средняя температура воды +34—36 °C. На поверхности озера плавает серная пена — соединение серы с металлами. Берег покрыт изжелта-чёрным песком.
В начале XX столетия из озера добывалась сера. Для купания озеро не пригодно из-за большой концентрации мышьяка и солей тяжёлых металлов. В этой же кальдере расположено озеро Горячее, с которым Кипящее сообщается искусственным каналом, построенным ещё японцами.